# Lèmur mostela betsileo
El lèmur mostela betsileo (Lepilemur betsileo) és un lèmur mostela endèmic de Madagascar. És una espècie de lèmur mostela relativament gran, amb una mida total de més de 58 cm, dels quals 32-33 cm pertanyen a la cua. Viu en selves pluvials primàries i secundàries de l'est de l'illa.